# BFC Meteor 06
Maillots
Le Berliner FC Meteor 06 est un club allemand de football localisé dans la ville de Berlin.

## Histoire
Le club fut fondé le 1er juin 1906. Le Berliner Fußball-Club Meteor resta anonyme durant ses premières saisons d’existence. En 1918, vers la fin de la Première Guerre mondiale, le club s’associa brièvement avec le Roland 04 Berlin dans la Kriegsvereinigung Meteor/Roland Berlin.
Entre 1922 et 1932, le BFC Meteor joua dans la plus haute ligue berlinoise, mais sans jamais réellement briller. En 1944, le club s’unit avec le SV Norden-Nordwest dans une association sportive de guerre (en Allemand: Kriegsportgemeinschaft – KSG). 
En 1945, après la capitulation de l’Allemagne nazie, le club fut dissout par les Alliés, comme tous les autres clubs ou associations allemands. 
Le cercle fut rapidement reconstitué et s’associa avec le Reinickendorfer FC Alt-Holland|Reinickendorfer Fußball-Club Alt-Holland pour former la SG Schäfersee Berlin. En 1948, le club fut rebaptisé SG Blau-Gelb Wedding puis en avril 1949, le BFC Meteor 06 reprit son indépendance.
Jusqu’en 1952, le club joua au 2e niveau berlinois soit juste en dessous de l’Oberliga Berlin. À partir de 1960, le cercle descendit en Amateurliga devenue 3e niveau.
En 1968, le club monta en Regionalliga (équivalent D2, juste sous la Bundesliga) pendant deux saisons. Le BFC Méteor 06 rejoua à ce niveau en 1971-1972. 12e sur 12, il fut relégué.
Depuis lors, le club recula dans la hiérarchie du football allemand.

## Sources et Liens externes
- Hardy Grüne (2001): Vereinslexikon. Enzyklopädie des deutschen Ligafußballs. Band 7. Kassel: AGON Sportverlag, S. 54  (ISBN 3-89784-147-9)
- Archives des ligues allemandes depuis 1903
- Website officiel du BFC Meteor 06